# Ácido O-etil metilfosfonotioico
El ácido O-etilmetilfosfonotioico (o EMPTA, de sus siglas en inglés) es un compuesto organofosforado. Es una sustancia química de doble uso, tiene usos constructivos en la síntesis de pesticidas y productos farmacéuticos, y también es un precursor en la síntesis de agentes nerviosos como el Agente VM y el VX. La detección de EMPTA se cita como una influencia importante en la decisión de Estados Unidos de 1998 de destruir la fábrica farmacéutica Al-Shifa en Sudán. Dado que el EMPTA no puede sintetizarse fácilmente, se considera una “prueba irrefutable” para la producción de armas químicas. El compuesto también se puede formar en pequeñas cantidades como producto de descomposición de la hidrólisis del VX.